# Bürgerkrieg von Brunei
Der Bürgerkrieg von Brunei (indonesisch Perang Saudara Brunei; Digmaang Sibil sa Brunay) war ein Bürgerkrieg im Bruneiischen Imperium von 1660 bis 1673.

## Vorgeschichte
Der Sohn des Sultan Muhammad Ali, Pengiran Muda Bungsu, tötete den Sohn von Pengiran Bendahara Hakkul Mubin (des späteren Sultans), Pengiran Muda Alam, wegen eines Streits um einen Hahnenkampf. Außer sich vor Zorn, stürmte der Pengiran Bendahara zum Lapau, um den Sultan zur Rede zu stellen. Bei der Audienz war neben dem Pengiran Bendahara auch der betroffene Prinz Muda Bungsu anwesend. Hakkul Mubin forderte Gerechtigkeit vom Sultan, da sein Sohn keine Schuld gehabt habe. Daraufhin verkündete der Sultan:

“O Pengiran Bendahara, if my son got killed, then the assailant will also get killed as his punishment.”

„Oh Pengiran Bendahara, wenn mein Sohn getötet wurde, wird der Angreifer auch zu seiner Bestrafung getötet.“

Als der Prinz den Spruch (titah) des Sultans hörte, floh er in den Istana (Palast). Der gerechte Sultan erlaubte dem Pengiran Bendahara, seinen eigenen Sohn zu bestrafen. Doch Bendahara konnte den Prinzen nicht finden, weil dieser in den Dschungel entkommen war. Das machte ihn unkontrollierbar wütend und so tötete und verletzte er zahlreiche Palast-Angehörige. Der Sultan, der fürchtete, dass der Pengiran Bendahara noch mehrere seiner Angehörigen töten würde, befahl ihm schließlich, ihn selbst zu töten. Dem stimmte der Pengiran Bendahara zu und der Sultan wurde hinaus auf eine Wiese gebracht und dort mit einer Garrotte getötet. Er starb am 16. November 1661.
Der Pengiran Bendahara Hakkul Mubin rief sich selbst als Sultan Abdul Hakkul Mubin zum Sultan aus.
Um die Anhänger seines Vorgängers ruhig zu stellen, ernannte er den Enkel (und Schwiegersohn) von Muhammad Ali, Muhyiddin zum neuen Bendahara (Chief Minister). Die Gegner ließen sich jedoch nicht so leicht beruhigen. Sie drängten den Bendahara Muhyiddin sich gegen Abdul Mubin aufzulehnen. Zunächst zögerte Muhyddin. Seine Anhänger begannen Unruhe zu stiften, indem sie mit Speeren Anschläge auf Paläste und Häuser verübten. Abdul Hakkul Mubin verlegte auf Anraten von Muhyiddin seinen Palast nach Pulau Chermin, eine Insel im Mündungsbereich des Brunei River um die Krise auszusitzen. Nach seinem Umzug rief sich Muhyiddin jedoch selbst zum fünfzehnten Sultan aus und es entspann sich ein militärischer Konflikt.

### Bürgerkrieg

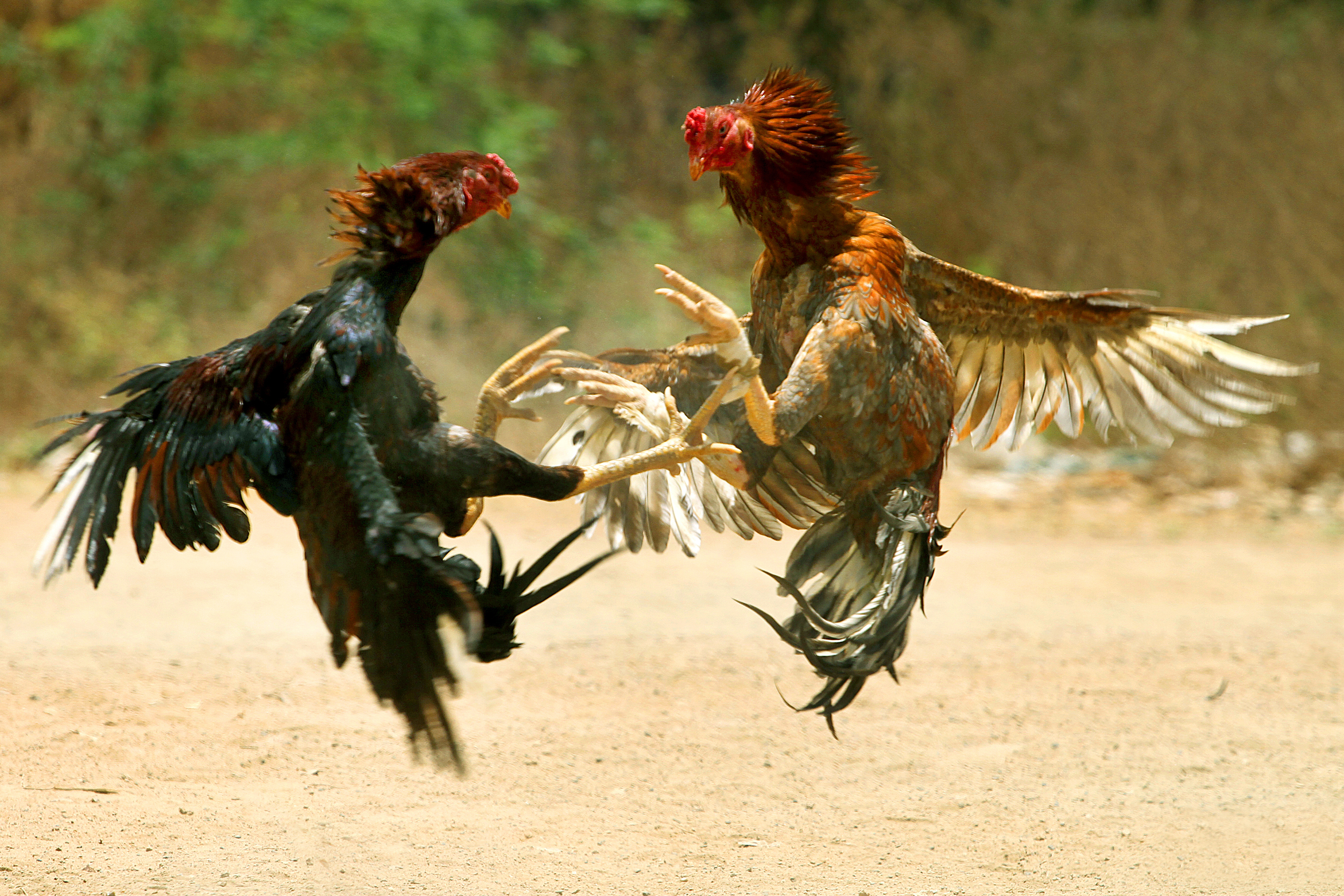
Der Bürgerkrieg von Brunei wurde ausgelöst durch einen Hahnenkampf.

Abdul Mubin floh zwischenzeitlich nach Kinarut (im heutigen Papar, Sabah, Malaysia), wo er zehn Jahre lang wiederholte Angriffe von Sultan Muhyiddin abwehren konnte. Beide kehrten nach Brunei zurück, nachdem es Muhyiddins Truppen in einem letzten Gefecht nicht gelungen war, Abdul Mubin zu besiegen. Muhyiddin wollte den Bürgerkrieg beenden und bat seinen Verwandten, den Sultan von Sulu um Unterstützung und es heißt, er habe ihm den Ostteil von Sabah als Belohnung versprochen.
Nachdem Muhyiddin eine Allianz mit dem Sultanat Sulu eingegangen war, begannen die vereinten Truppen Abdul Hakkul Mubin auf Pulau Chermin einzukesseln. Die bruneier Truppen, die sich Muhyiddin zur Verfügung stellten, wurden nach Bukit Chendana versetzt, sie sollten Kanonen bereit machen, die Pulau Chermin anvisierten. Inzwischen wurden die Truppen von Sulu auf eine Stellung in der Brunei-See bei Pulau Kaingaran versetzt.
Während des Bürgerkriegs war Sultan Abdul Hakkul Mubin verzweifelt, so sehr, dass er sogar die königlichen Insignien wie die Sultanats-Krone als Munition verwendete. Damit feuerte er auf die Truppen aus Sulu.
Pengiran Karma, möglicherweise ein General und Verwandter von Muhyiddin, und die Truppen aus Sulu, die von Betara Sulu angeführt wurden, konnten mit ihren Schiffen bei Pulau Chermin anlegen. Sie trafen den Sultan in der Moschee von Chermin an, wohin er sich geflüchtet hatte. Der Sultan Abdul Hakkul Mubin bettelte um Gnade, wurde jedoch mit der Garrotte oder dem Kris getötet. Laut dem Silsilah Raja-Raja Berunai wurde der Sultan in Pulau Chermin beigesetzt. Sein Besitz fiel an Muhyiddin. Als Belohnung für die Unterstützung erhielt das Sultanat Sulu wie versprochen die Gebiete von Kimanis und Teile des östlichen Sabah.
Den Historikern ist nicht klar, ob Muhyiddin die Hilfe von Sulu angefordert hatte. Der Sultan von Sulu (Tausug) behauptete jedenfalls, dass er von Brunei um Hilfe gebeten worden sei und dafür den Ostteil von Sabah als Belohnung versprochen bekommen habe. Wie versprochen, erhielt der Sultan von Sulu den Ostteil von Sabah als Ehrengeschenk vom Sultan von Brunei.
Auf diese Schenkung geht der Nordborneo-Disput zwischen Malaysia und den Philippinen zurück, der bis heute in der Bevölkerung schwelt.